# Branden Pinder
Pour les articles homonymes, voir Pinder.
Branden Pinder (né le 26 janvier 1989 à Corona, Californie, États-Unis) est un lanceur de relève droitier des Yankees de New York de la Ligue majeure de baseball.

## Carrière
Joueur des 49ers de l'université d'État de Californie à Long Beach, Branden Pinder est repêché par les Yankees de New York au 16e tour de sélection en 2011.
Il fait ses débuts dans le baseball majeur comme lanceur de relève pour les Yankees le 15 avril 2015 face aux Orioles de Baltimore.